# Omamy hipnagogiczne
Omamy hipnagogiczne inaczej halucynacje hipnagogiczne lub hipnagogia – szczególny rodzaj halucynacji (czyli mylących spostrzeżeń zmysłowych wzrokowych, słuchowych, węchowych lub dotykowych, które wydają się autentyczne, choć pojawiają się bez udziału bodźca zmysłowego), które występują podczas zasypiania. Ich treść może być związana z powtarzanymi danego dnia zajęciami, może być zbliżona do treści marzeń sennych lub może sprowadzać się do prostszych spostrzeżeń dźwięków, muzyki, głosów, rozbłysków, twarzy itp. Treści te mogą być zarówno przyjemne jak i lękotwórcze, co może doprowadzić do wybudzenia. Zwykle epizody omamów hipnagogicznych są sporadyczne, krótkotrwałe i nie wpływają istotnie na jakość snu. Niemal każdy człowiek doświadcza w ciągu swojego życia epizodycznych omamów hipnagogicznych. W części przypadków mogą współwystępować z paraliżem przysennym lub innymi zaburzeniami snu, a zwłaszcza parasomniami. Omamy hipnagogiczne oraz omamy hipnopompiczne (towarzyszące wybudzaniu się ze snu), choć mogą budzić lęk u osób które ich doświadczają, w odróżnieniu od pozostałych rodzajów omamów, zwykle nie są traktowane przez specjalistów jako poważny objaw psychopatologiczny, ponieważ nie należą one do objawów typowych dla obrazu klinicznego poważnych zaburzeń psychicznych. Wyjątek stanowią omamy hipnagogiczne występujące w przebiegu narkolepsji, która jako zaburzenie mogące wyraźnie zakłócić codzienne funkcjonowanie podlega leczeniu.